# 布特斯河
46°54′21.55″N 6°34′47.65″E / 46.9059861°N 6.5799028°E
布特斯河是瑞士的河流，位於該國西部，流經沃州和納沙泰爾州，屬於阿勒斯河的左支流，河道全長15公里，流域面積89平方公里，發源自聖克魯瓦。